# Doris Lekander
Doris Margit Anna Lekander, född Sjöberg 8 januari 1889 i Landskrona församling, död 15 april 1981 i Östersunds församling, var en svensk övningslärare och rösträttsaktivist. Hon var gift med Gunnar Lekander.
Lekander, vars far var läkare, var skolkökslärare och slöjdlärare. Hon var verksam i kampanjen för införandet av kvinnlig rösträtt i Sverige och ordförande för Föreningen för kvinnans politiska rösträtt i Östersund 1916–1917. 